# Kepler-989b
Kepler-989b es un planeta extrasolar que forma parte de un sistema planetario formado por al menos un planeta. Orbita la estrella denominada Kepler-989. Fue descubierto en el año 2016 por la sonda Kepler por medio de tránsito astronómico.